# أحمد التجاني بن بابا العلوي
أحمد بن بابا أو الشيخ أحمد التيجاني بن بابا العلوي أو التجاني بن بابا بن أحمد بيبه العلوي المغربي الشنقيطي أو ابن بابا العلوي أو أحمد التجاني بن بابا بن أحمد بيبه بن عثمان بن سيدي محمد بن عبد الرحمن بن الطالب الشنقيطي التيجاني العلوي ( - 1888/ بعد 1250 هـ) فقيه مالكي من مدينة شنقوت في موريتانيا، وعالم دين أشعري وإمام تيجاني، توفي عام 1888. نسب نفسه إلى المغرب فقال في كتابة منية المريد «المغربي المالكي مذهبه».

## سيرة شخصية
ألّف أحمد بن بابا العديد من القصائد من بينها كتابه الشهير عن الطريقة التجانية بعنوان منية المريد (صدر في الفترة من 1780 - 1900)، والذي علق عليها لاحقًا الشيخ محمد العربي ابن صريح أو محمد العربي بن السائح الشرقي العمري، بالإضافة إلى قصيدة عن زوجات النبي محمد.
توفي في المدينة المنورة عام 1888 ودفن في مقبرة البقيع بجوار المسجد النبوي.